# سیارک ۷۱۷

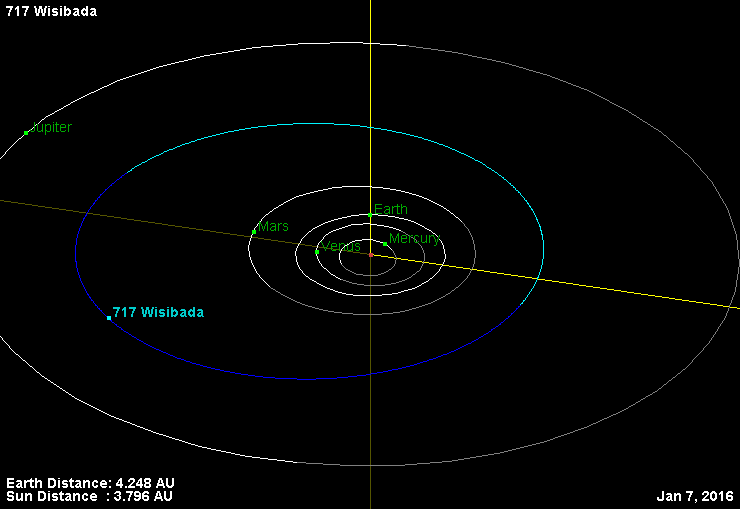
نمایی از محل قرارگیری سیارک ۷۱۷ در مدار – ۲۰۱۶

سیارک ۷۱۷ (به انگلیسی: 717 Wisibada، نامگذاری:1911MJ) هفتصد و هفدهمین سیارک کشف شده‌است که در ۲۶ اوت ۱۹۱۱ و در هایدلبرگ کشف شد.
قدر مطلق سیارک برابر ۱۱٫۱۰ است.